# Camponotus autrani
Camponotus autrani é uma espécie de inseto do gênero Camponotus, pertencente à família Formicidae.